# Ritmos dumbek
Los ritmos dumbek son un conjunto de ritmos que generalmente se tocan con tambores de mano, como el dumbek. Estos ritmos surgen a partir de diversas combinaciones de estos tres sonidos básicos: 
- doum (D), producido con la mano dominante golpeando el punto ideal de la piel.
- tek (T), producido con la mano dominante golpear la llanta.
- ka (K), producido con la mano recesivo golpear la llanta.

## Notación
En una notación sencilla los tres sonidos se representan mediante tres letras: D, T y K. Cuando aparecen escritos en mayúsculas se enfatiza el pulso y cuando aparecen en letras minúsculas se tocan menos enfáticamente. Estos sonidos básicos se pueden combinar con otros sonidos:
- suk o palmada (S), producida con la mano dominante. Similar al doum excepto los dedos se ahuecan para capturar el aire, haciendo un fuerte sonido de terminación. La mano permanece sobre el parche del tambor para evitar que el sonido se mantenga.
- trino (l), producido con ligeros golpes en tres dedos de una mano en una sucesión rápida en la llanta
- redoble (r), producido por un patrón rápido alternante de teks y kas

Esta es la notación del sencillo ritmo dumbek para el compás de 2/4 conocido como ayyoub:
1-&-2-&-

D--kD-T- 

## Ritmos
Existen muchos ritmos tradicionales, algunos de los cuales son mucho más populares que otros. Los "seis grandes" ritmos del medio oriente son ayyoub, beledi, chiftitelli, maqsoum, masmoudi y saidi.